# Phyllophaga onita
Phyllophaga onita är en skalbaggsart som beskrevs av Saylor 1941. Phyllophaga onita ingår i släktet Phyllophaga och familjen Melolonthidae. Inga underarter finns listade i Catalogue of Life.